# Hôtel Corinthia (Budapest)
L'hôtel Corinthia "Grand Hôtel Royal" est un hôtel du 7e arrondissement de Budapest, situé au numéro 43-49 du boulevard Élisabeth (Erzsébet körút 43-49).

## Histoire
Le Grand Hôtel Royal est créé à l'origine pour les visiteurs de l'Exposition du Millénaire en 1896. Une société par actions, créée par les propriétaires de l'hôtel, dont le président Frigyes Glück et l'architecte planificateur Rezső Ray, réussi à acheter le plus grand bien immobilier disponible sur le Grand Boulevard en développement. A cette époque, le Grand Boulevard devient l'artère principale de la capitale et les chambres de l'hôtel jouissaient de superbes vues sur cette partie la plus attrayante de Budapest. La cérémonie d'ouverture officielle a eu lieu le 30 avril 1896.
L'hôtel comprend alors 350 chambres, dont le bâtiment adjacent et les chambres mansardées pour le personnel. Le style architectural est Renaissance française et la dernière technologie est utilisée. 
Outre une poste, une banque, un coiffeur et une billetterie, le public avait accès à deux restaurants, un café, une confiserie Gerbeaud et des salles à manger privées. Dans la cave se trouvait une épicerie ainsi qu'un bar. La première projection à Budapest d'un film des frères Lumière y a lieu et connait un grand succès comme exposition régulière. Plusieurs concerts classiques, fréquemment dirigé par le compositeur Béla Bartók, ont lieu dans la salle de bal royale. Populaire, le Royal devint rapidement un repaire régulier d'écrivains et de journalistes hongrois, dont Jenő Heltai (de), Sándor Hunyady (en), Lajos Nagy et Gyula Krúdy. En 1909, le premier avion hongrois est exposé dans l'une des cours d'honneur de l'hôtel. 
En 1915, la salle de bal de l'aile sud du bâtiment est réaménagée pour abriter le "cinéma Royal Apollo". Le cinéma a fonctionné jusqu'en 1966 sous le nom d'"Etoile Rouge".
De la Seconde Guerre mondiale à 1953, le Royal ne sert d'immeuble de bureaux. En 1953, le bâtiment est restauré pour devenir un hôtel, mais le toit est détruit par un incendie trois ans plus tard. Cet événement dramatique a contraint les architectes à reconstruire l'ensemble du bâtiment. Hôtel historique et représentatif de son époque, István Janáky, architecte de la reconstruction, repense entièrement l'intérieur du bâtiment avec « l'idéalisme spatial » de la Hongrie communiste. Ainsi aujourd'hui aucun fragment ne subsiste de l'intérieur d'origine. En 1961, le Royal rouvre ses portes en tant qu'hôtel, avec 367 chambres. Au fil des ans, l'hôtel devient obsolète et est finalement fermé à l'automne 1991. Le cinéma continue de fonctionner jusqu'à l'automne 1997. 
Le livre d'or original contient les signatures de certaines des personnes les plus importantes d'Europe et du reste de le monde. Quelques exemples sont Max Reinhardt, Asta Nielsen, Fédor Chaliapine, Valdemar Psilander, le professeur Barnard, Roberto Benzi, Mario del Monaco, Anna Moffo, Renata Scotto, Elisabeth Schwarzkopf, Amerigo Tot (de), Valentina Terechkova.
Il reçoit en 2017 le "Prix du jour d'Or" (Aranynap-díj) dans la catégorie du « Meilleur hôtel de conférence cinq étoiles en Hongrie ».

## Galerie

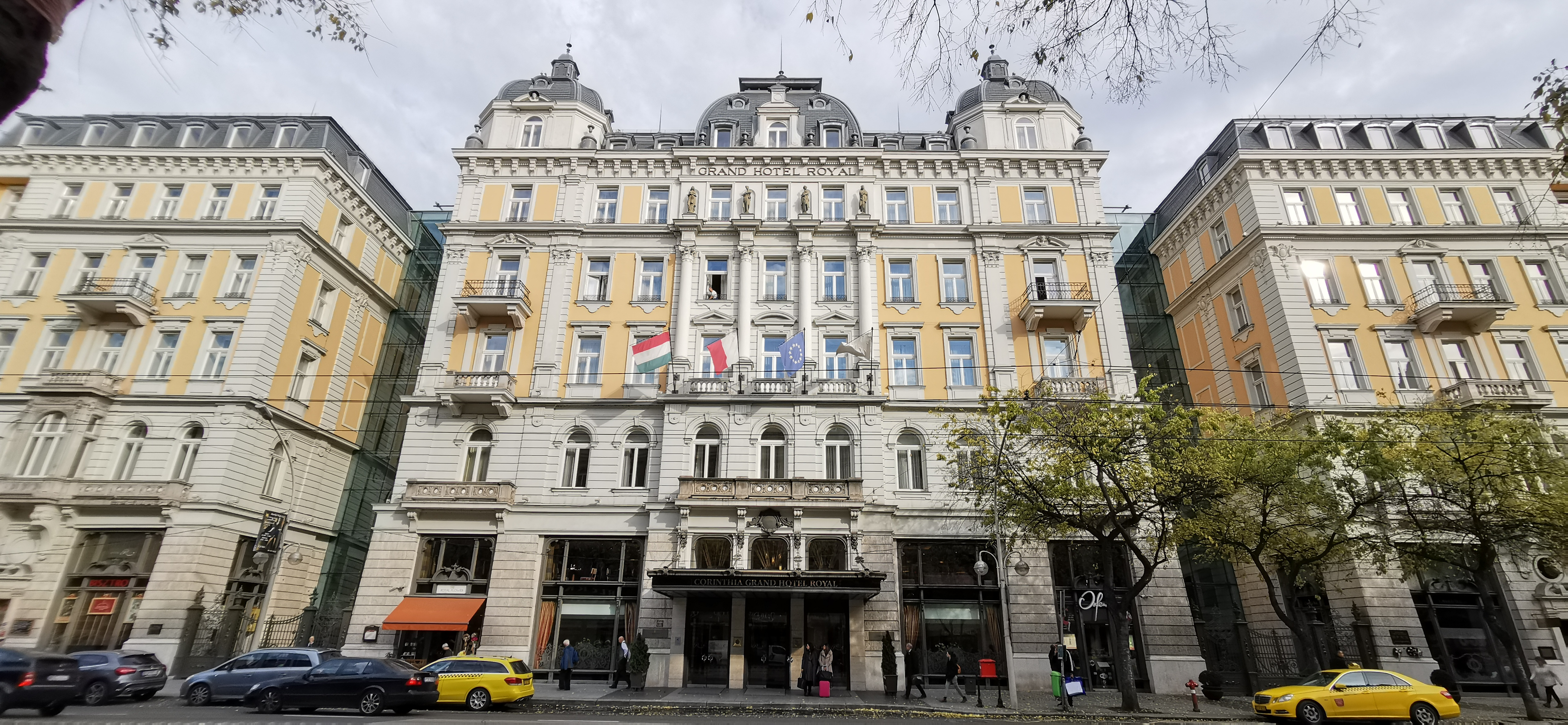
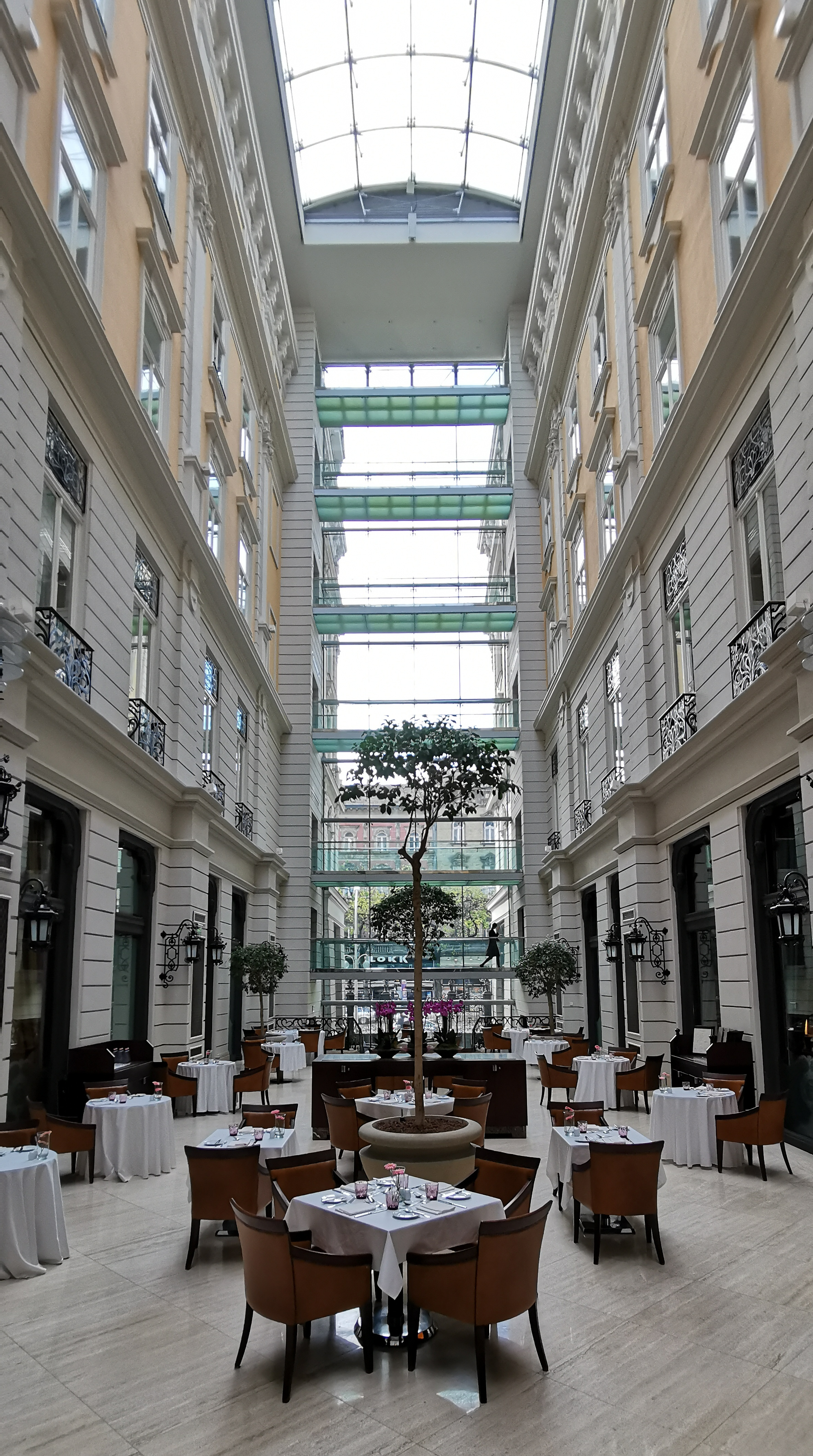
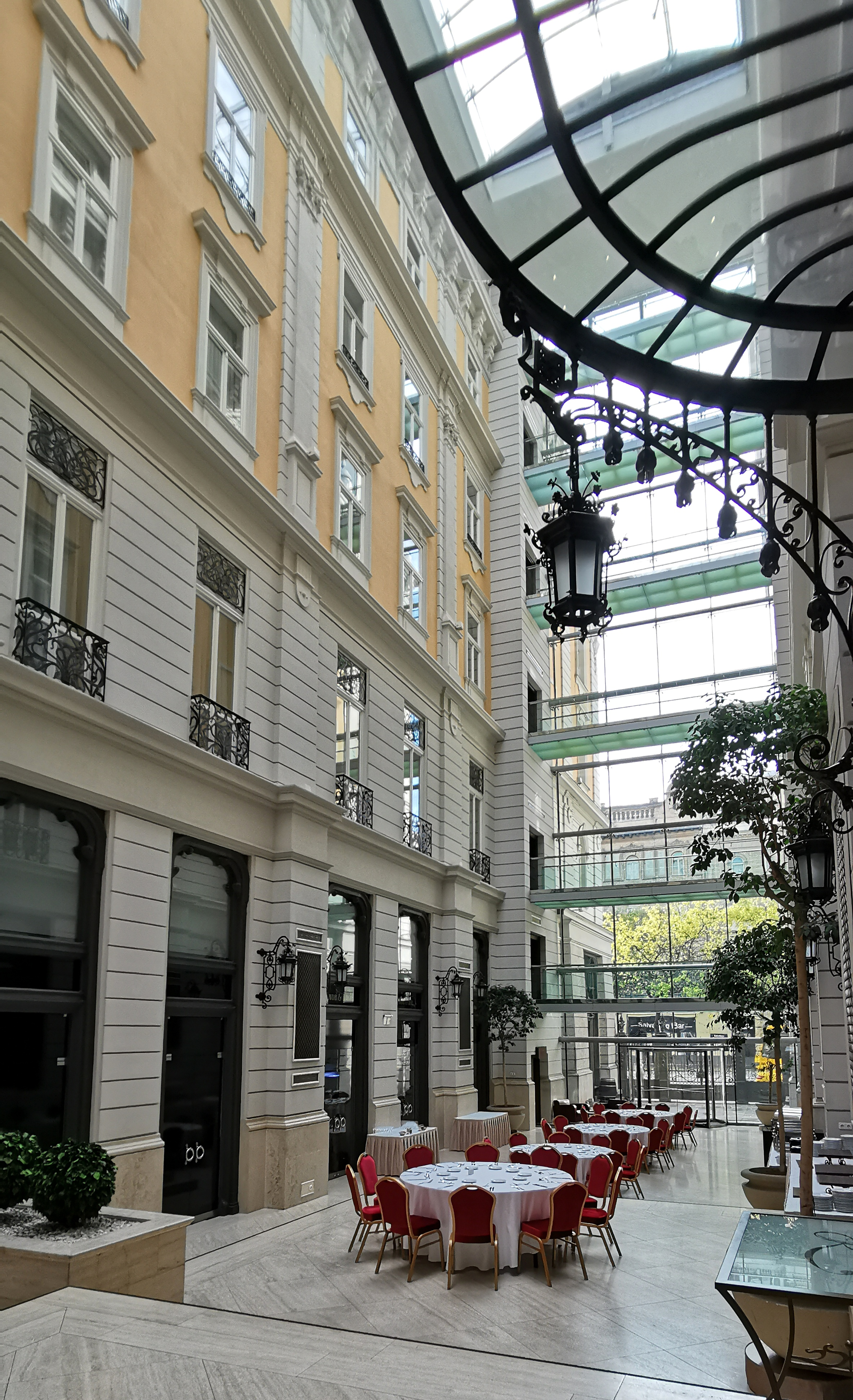